# Vickers Venom
Il Vickers Venom (indicato anche con la denominazione di fabbrica Vickers Type 279) era un aereo monoplano e monomotore progettato dall'azienda britannica Vickers-Armstrongs intorno alla metà degli anni trenta.
Realizzato in conformità alla specifica F.5/34 con la quale l'Air Ministry richiedeva un aereo da caccia monoposto, il Venom fu costruito in un solo esemplare che fu utilizzato per le prove comparative; scartato in favore di quelli che sarebbero successivamente divenuti l'Hawker Hurricane ed il Supermarine Spitfire, il Type 279 non venne avviato alla produzione in serie.

## Storia del progetto
Progettato sotto la guida di Reginald K. Pierson e finanziato privatamente dal costruttore, il Vickers Type 279 derivava dal precedente Jockey: mantenendone inalterato il disegno dell'ala (ed in particolare il profilo alare "RAF 34") e l'impennaggio i suoi progettisti contavano di conservarne anche le caratteristiche del comportamento in volo, risparmiando così il tempo, prezioso, dedicato ai test nella galleria del vento necessari, al contrario, nel caso di un progetto interamente nuovo. Questa discendenza progettuale venne evidenziata anche dal nome del velivolo che, almeno inizialmente, venne indicato come "Jockey Mk.II" per divenire solo in un secondo tempo "Venom" (veleno, in lingua inglese).
Il Venom era caratterizzato dalla presenza di ben otto mitragliatrici nelle ali: caratteristica espressamente richiesta nella specifica ministeriale, la dotazione di armi era dettata dalla necessità di realizzare velivoli capaci di agire tempestivamente ed in modo decisivo contro l'ipotetica minaccia rappresentata da aerei da bombardamento sempre più veloci ed in grado di volare a quote sempre più elevate.
Il Venom era anche contraddistinto dalle dimensioni ridotte rispetto a quelle dei principali concorrenti (quali il Bristol Type 146 ed il Martin-Baker MB 2); questa caratteristica da un lato consentiva il contenimento del peso complessivo del velivolo, a tutto vantaggio delle prestazioni, ma dall'altro non lasciava alternative all'impiego del motore radiale Bristol Aquila.
Portato per la prima volta in volo il 17 giugno del 1936 il Venom mise in mostra prestazioni che vennero magnificate dalla stampa dell'epoca, ancorché il motore fosse accreditato di una potenza largamente inferiore a quella delle unità motrici della concorrenza. Tuttavia proprio il motore rappresentò la principale criticità del progetto del Venom: considerato "di secondaria importanza", l'Aquila non sarebbe stato oggetto di adeguati programmi di sviluppo ed i problemi di affidabilità che evidenziò nel corso delle prove comparative, unitamente all'impossibilità di utilizzare altri motori senza dover ricorrere a modifiche sostanziali al velivolo, condizionarono negativamente il giudizio delle autorità militari britanniche e contribuirono a far scartare il progetto della Vickers che venne definitivamente abbandonato nel corso del 1939.

## Tecnica

### Cellula
Il Vickers Type 279 era un velivolo interamente metallico e benché fosse stato inizialmente denominato "Jockey Mk.II", la tecnica con la quale era realizzato presentava sostanziali variazioni rispetto a quelle del progenitore Type 151: abbandonata la soluzione del rivestimento metallico non strutturale, che caratterizzava i velivoli della Vickers realizzati in collaborazione con il progettista francese Michel Wibault, nel Venom la fusoliera era di tipo monoscocca ed il rivestimento, costituito da fogli di lamiera realizzata in lega leggera fissati mediante l'impiego di rivetti a testa svasata, acquisiva funzione portante oltre che aerodinamica.

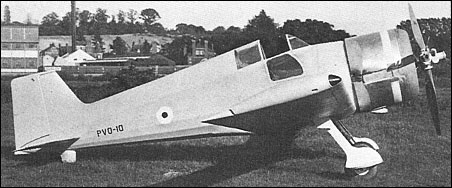
Vista laterale del Venom.

La fusoliera aveva sezione circolare e l'ala era disposta in posizione bassa, con bordo d'entrata collocato subito dietro alla cappottatura del motore e poco più avanti rispetto alla cabina di pilotaggio. Questa presentava ampia superficie trasparente, realizzata in polimetilmetacrilato, prolungata anche al di sotto del tettuccio mediante l'inserimento di un pannello per ogni lato dell'abitacolo. Alle spalle del pilota il profilo del tettuccio si prolungava lungo tutta la lunghezza della fusoliera, fino a raggiungere l'impennaggio, di tipo classico e dalle forme squadrate derivato da quello del "Jockey".
Anche le ali, di pianta rettangolare, utilizzavano lo stesso profilo già sperimentato sul "Jockey" che, tra l'altro, consentiva di installare agevolmente all'interno dello spessore il pesante armamento previsto e di ospitare il carrello d'atterraggio che si ritraeva con movimento verso l'interno. Nella parte esterna del bordo d'uscita alare erano disposti gli ipersostentatori che, caratteristica peculiare del Venom, potevano essere inclinati fino a raggiungere un angolo di 90°.

### Motore
L'unico esemplare di Venom realizzato era dotato di motore Bristol Aquila, un radiale a 9 cilindri, disposti su di un'unica fila, contraddistinto dall'impiego di valvole a fodero. Capace di erogare la potenza di 625 hp (pari a 466 kW), per le sue dimensioni ridotte l'Aquila era l'unità più potente che fosse possibile installare nella cellula del Venom.
Con una soluzione analoga a quella già sperimentata nel "Jockey", il motore era incernierato alla fusoliera sul lato destro per agevolare le operazioni di manutenzione: in tal modo era infatti possibile "aprire" la parte anteriore della fusoliera e far ruotare il motore su un perno senza dover disconnettere i condotti idraulici ed i contatti elettrici.

### Sistemi
Il Venom si caratterizzava per la presenza, per l'epoca all'avanguardia, di una serie di meccanismi attuati elettricamente tramite corrente a 12 Volt fornita da un generatore interno. Erano comandati elettricamente il sistema di accensione del motore, quello ritrazione del carrello (mediante una vite senza fine) e quello di movimento dei flaps così come la presenza del generatore consentiva di impiegare un sistema di riscaldamento delle armi, le luci di identificazione, navigazione ed atterraggio ed un segnalatore acustico che indicava l'apertura del carrello d'atterraggio.

### Armamento
Secondo le indicazioni contenute nella specifica F.5/34, il Type 279 era armato con otto mitragliatrici Browning M1919 che vennero installate sul velivolo già in occasione del suo primo volo.

### Pubblicazioni
- (EN) British Military Aircraft - Vickers, in Flight, Sutton, Surrey - UK, Reed Business Information Ltd., 12 novembre 1936,  p. 514. URL consultato il 26 ottobre 2014.
- (EN) Three For Export, in Flight, Sutton, Surrey - UK, Reed Business Information Ltd., 1º luglio 1937,  p. 20. URL consultato il 26 ottobre 2014.